# Factor de conversión
El factor de conversión o factor unidad es un método de conversión que se basa en multiplicar por una o varias fracciones en las que el numerador y el denominador son cantidades iguales expresadas en unidades de medida distintas, de tal manera, que cada fracción equivale a la unidad. Es un método muy efectivo para cambio de unidades y resolución de ejercicios sencillos dejando de utilizar la regla de tres.

## Ejemplos
Cada factor de conversión se construye con una equivalencia (igualdad entre dos cantidades).
- Ejemplo 1: pasar 15 pulgadas a centímetros (1 in ≡ 2.54 cm)

{\displaystyle 15{\text{ in}}\times {\frac {2.54{\text{ cm}}}{1{\text{ in}}}}=38.1{\text{ cm}}}

el factor unitario {\textstyle 2.54{\text{ cm}}/1{\text{ in}}} se construye a partir de la equivalencia dada.
- Ejemplo 2: pasar 25 metros por segundo a kilómetros por hora (equivalencias: 1 kilómetro ≡ 1000 metros, 1 hora ≡ 3600 segundos)

{\displaystyle 25\,\mathrm {\frac {m}{s}} \times {\frac {1{\text{ km}}}{1000{\text{ m}}}}\times {\frac {3600{\text{ s}}}{1{\text{ h}}}}=90\,\mathrm {\frac {km}{h}} }
En cada una de las fracciones entre paréntesis se ha empleado la misma medida en unidades distintas de forma que al final solo queda la unidad que se pedía.

### Ejemplos mostrando la simplificación
- Pasar 2 días y medio a horas::

{\displaystyle 2,5{\cancel {\mbox{días}}}\times {\frac {24{\mbox{ h}}}{1{\cancel {\mbox{dia}}}}}={\frac {2,5\ {\cancel {\mbox{días}}}\times 24{\mbox{ h}}}{1\ {\cancel {\mbox{dia}}}}}=60{\mbox{ h}}}
- Pasar 30 cm/s a km/h:

{\displaystyle 30{\frac {\cancel {\mbox{cm}}}{\cancel {\mbox{ s}}}}\times {\frac {1{\cancel {\mbox{m}}}}{100{\cancel {\mbox{cm}}}}}\times {\frac {1{\mbox{ km}}}{1000{\cancel {\mbox{m}}}}}\times {\frac {60{\cancel {\mbox{ s}}}}{1{\cancel {\mbox{min}}}}}\times {\frac {60{\cancel {\mbox{min}}}}{1{\mbox{ h}}}}=1,08{\mbox{ km/h}}}